# Thomas Esch
Thomas Esch (* 12. Januar 1988 in Bonn) ist ein deutsch-niederländischer Schlagzeuger und Perkussionist.

## Leben und Wirken
Esch wuchs in Brühl bei Köln auf. Ersten Schlagzeugunterricht erhielt er mit sechs Jahren an der Kunst- und Musikschule der Stadt Brühl. In seiner Jugend spielte er in diversen Bands und Orchestern, auch bei Jugend musiziert und Jugend jazzt. Die Big Band der Kunst- und Musikschule der Stadt Brühl unter der Leitung von Elmar Frey gewann den bundesweiten Big Band Contest „Jupiter Wind Cup 2005“ und wurde 2006 mit dem WDR Jazzpreis in der Kategorie Jazz Nachwuchs ausgezeichnet.
Nach dem Abitur studierte er von 2008 bis 2013 Jazzschlagzeug an der Hochschule für Musik und Tanz Köln, wo er von Michael Küttner, Alex Vesper, Jonas Burgwinkel und Alfonso Garrido unterrichtet wurde.
Eine enge Zusammenarbeit mit Pianist Constantin Krahmer und Bassist Stefan Rey führte zu zahlreichen Konzerten sowie Veröffentlichungen, unter anderem mit „Esja 4“, Hanna Schörkens „filán“ oder dem Mischa Vernov Quartet, das 2015 im Finale des Future-Sounds-Wettbewerbs der Leverkusener Jazztage stand.
Mit dem Stephan Becker Trio spielte er zwischen 2011 und 2019. Der Norddeutsche Rundfunk kürte die CD „Urban Poems“ des Stephan Becker Trios im Februar 2013 zur Jazz-CD der Woche.
Esch war an Theater-, Opern- und Musical-Produktionen u. a. am Theater Bonn, am Theater Hagen, an der Oper Köln und an der Oper Bonn tätig und spielte genreübergreifend mit den Düsseldorfer Symphonikern, dem Beethoven Orchester Bonn sowie den Bergischen Symphonikern. Im Rahmen des Europäischen Kulturpreises 2021 begleitete er mit dem Beethoven Orchester Bonn Klaus Meine, Till Brönner und Katie Melua.
Seit 2020 spielt er im Jazztronica-Trio „Batiq Babes“ mit Saxofonist Moritz Schuster und Keyboarder Mathias Höderath.
2022 war er Schlagzeug-Principal bei der europäischen Tourproduktion von Richard O’Briens Rocky Horror Show.
Esch lebt in Köln. Er ist seit 2010 als Dozent an der Kunst- und Musikschule der Stadt Brühl tätig.

## Diskographie
- Mischa Vernov Quartet – Stay, Don’t Speak (2017, mit Constantin Krahmer und Stefan Rey)
- Hanna Schörken – filán (Unit Records, 2016, mit Nicola Hein, Constantin Krahmer und Stefan Rey)
- WADUH! – Sueno (Soulfire Artists, 2015, Global Rap)
- Esja 4 – Petrichor (Nabel Records, 2015, mit Gero Schipmann, Constantin Krahmer und Stefan Rey)
- Hochhäuser – World Tour (Indigo Records, 2015, mit Matthias Petzold, Jan Klinkenberg und Stefan Rey)
- Stephan Becker Trio – Solar Energy (Nabel Records, 2015, mit Stefan Rey)
- The Keys Project – Live at Loft (2014, mit Holger Dieffendahl, Kenn Hartwig)
- Stephan Becker Trio – Urban Poems (Nabel Records, 2013, mit Stefan Rey)
- The Keys Project – Klangbild (Fuhrwerk Musik, 2012, mit Holger Dieffendahl und Kenn Hartwig)
- Matthias Petzold – Mirrors (Indigo Records, 2012, ua mit Claudius Valk, Christian Winninghoff, Stephan Becker, Stefan Rey)
- Matthias Petzold Big Band – Pangäa (Indigo Records, 2007, ua mit Heiner Wiberny, Pablo Held)